# Karl Brunner (piloto de luge)
Karl Brunner (Valdaora, 19 de mayo de 1951) es un deportista italiano que compitió en luge en las modalidades individual y doble.
Participó en tres Juegos Olímpicos de Invierno entre los años 1972 y 1980, obteniendo una medalla de plata en Lake Placid 1980 en la prueba doble. Ganó tres medallas en el Campeonato Mundial de Luge entre los años 1971 y 1979, y tres medallas en el Campeonato Europeo de Luge entre los años 1977 y 1980.

## Palmarés internacional
| Juegos Olímpicos   | Juegos Olímpicos             | Juegos Olímpicos  | Juegos Olímpicos |
| Año                | Lugar                        | Medalla           | Prueba           |
| ------------------ | ---------------------------- | ----------------- | ---------------- |
| 1980               | Lake Placid (Estados Unidos) | Medalla de plata  | Doble            |
| Campeonato Mundial |                              |                   |                  |
| Año                | Lugar                        | Medalla           | Prueba           |
| 1971               | Valdaora (Italia)            | Medalla de oro    | Individual       |
| 1977               | Igls (Austria)               | Medalla de plata  | Doble            |
| 1979               | Königssee (RFA)              | Medalla de plata  | Individual       |
| Campeonato Europeo |                              |                   |                  |
| Año                | Lugar                        | Medalla           | Prueba           |
| 1977               | Königssee (RFA)              | Medalla de bronce | Individual       |
| 1979               | Oberhof (RDA)                | Medalla de bronce | Doble            |
| 1980               | Valdaora (Italia)            | Medalla de oro    | Individual       |